# Casa del Re di Cipro

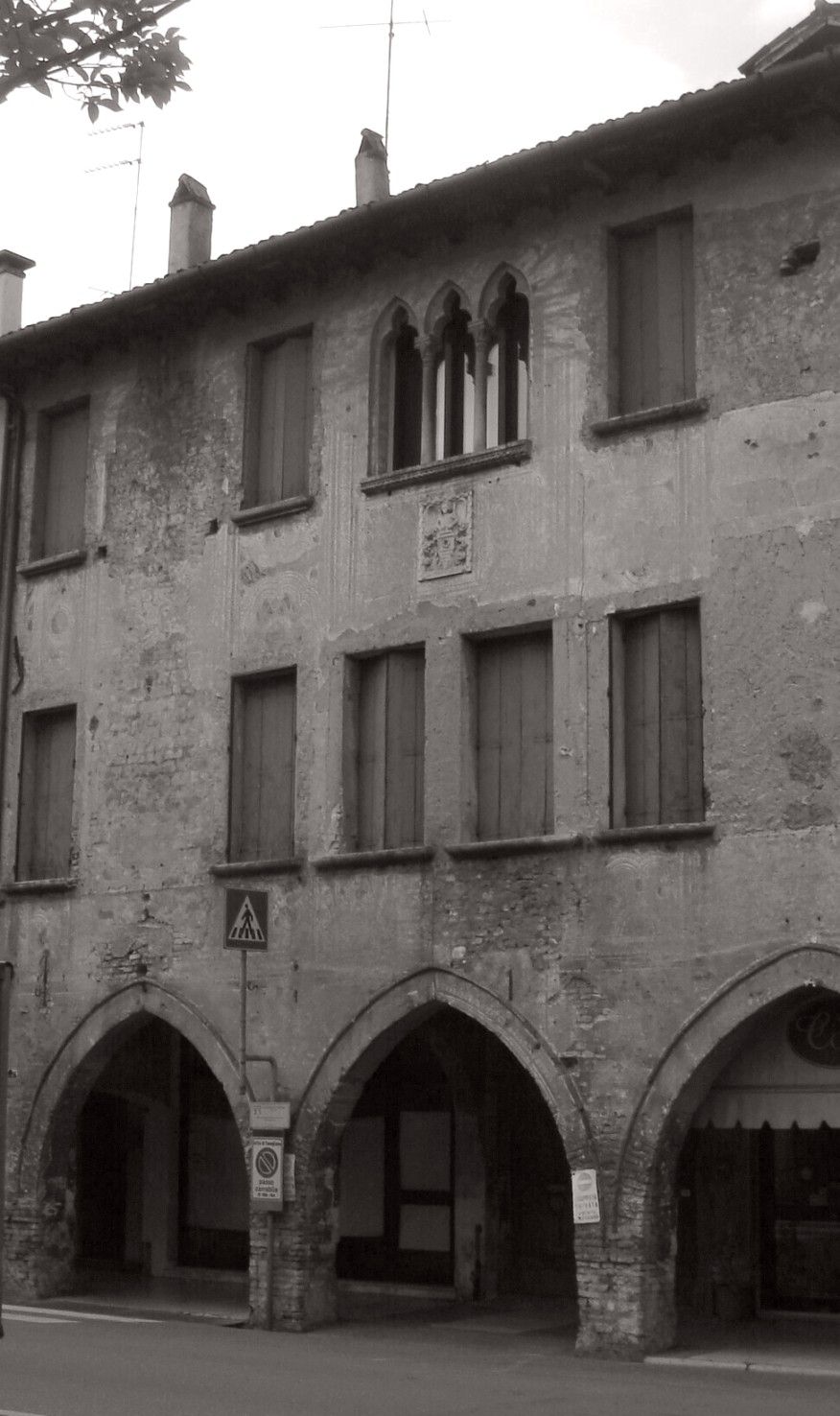
Facciata

La casa del Re di Cipro è un palazzo di Conegliano, ubicato fuori le mura, sul lato nord di via Madonna, in un'area compresa tra il Monticano e la Madonna delle Grazie.

## Storia
La casa del Re di Cipro fu edificata nel Quattrocento, per essere dimora coneglianese di Caterina Cornaro, regina di Cipro. Nello stesso secolo i proprietari commissionarono l'affrescatura della facciata e del sottoportico.
Nei secoli gli affreschi sono andati in gran parte perduti, tuttavia ne rimane ancora una traccia, seppur lieve, su tutta la superficie. Attualmente l'edificio si trova in discreto stato di conservazione ed è ancora proprietà di privati.

## Descrizione

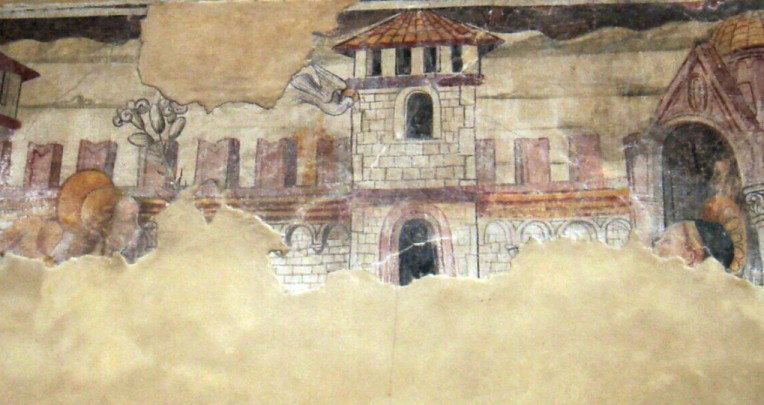
Annunciazione, affresco del sottoportico, particolare

La facciata, su tre livelli, è quella di un edificio del primo Rinascimento, che risente ancora delle linee gotiche tre-quattrocentesche: al piano terra c'è il portico, aperto da tre archi a sesto acuto; i due piani nobili hanno una regolare forometria fatta di monofore rettangolari, con l'eccezione dell'apertura centrale del secondo piano, che è un'elegante trifora trilobata, di ispirazione veneziana (che probabilmente ha ispirato nel XIX secolo quella della non lontana Villa Moretti). 
Sotto la trifora è presente un bel bassorilievo con stemma sostenuto da un angelo.
Tutta la facciata era coperta da affreschi quattrocenteschi, di cui si salvano soprattutto dei motivi geometrici e floreali, ma sulla parte sinistra è riconoscibile anche una raffigurazione bovina.
Nel sottoportico, a sinistra, resta un'Annunciazione, risalente anch'essa alla seconda metà del Quattrocento e attribuita a Dario da Treviso: della rappresentazione resta soprattutto la parte alta, con lo sfondo di una città fortificata e le teste dell'arcangelo Gabriele e della Vergine; a destra, invece, sono affrescati degli elementi floreali di carattere decorativo.